# Andrena submoesta
Andrena submoesta är en biart som beskrevs av Henry Lorenz Viereck 1916. Andrena submoesta ingår i släktet sandbin, och familjen grävbin. Inga underarter finns listade i Catalogue of Life.